# Tim Marshall
Timothy John Marshall (Leeds, 1 de maig de 1959) és un periodista, escriptor i locutor britànic, especialitzat en afers exteriors i diplomàcia internacional. Actualment és comentarista convidat d'afers exteriors per a la BBC i Sky News; i presentador convidat a LBC. També és fundador i editor de la plataforma web TANHED, de cursos de periodisme i de mitjans de comunicació.

## Educació
Marshall es va educar a la Prince Henry's Grammar School, una escola pública de la ciutat d'Otley, al afores de Leeds.

## Carrera
Va començar la seva carrera com a periodista per a l'emisora LBC fent de corresponsal a l'oficina de París durant tres anys. També ha informat per a la BBC i ha escrit per a diversos diaris britànics. També va ser editor d'Afers Exteriors i després l'editor diplomàtic del canal de televisió Sky News.
Durant els més de vint-i-quatre anys que ha estat a Sky News, Marshall ha cobert esdeveniments en dotze guerres. Ha informat des d'Europa, els Estats Units (cobrint tres eleccions presidencials) i Àsia, així com des de Bòsnia, Croàcia i Sèrbia durant les guerres de Iugoslàvia dels anys noranta. Va passar la major part de la crisi de Kosovo de 1999 a Belgrad, on va ser un dels pocs periodistes occidentals que es va quedar per informar d'un dels principals objectius dels bombardejos de l'OTAN.
Marshall va informar des de la primera línia durant la invasió de l'Afganistan i va passar una temporada a l'Iraq, informant sobre la transició del país cap a la democràcia. Ha informat des de Líbia, Egipte, Síria i Tunísia durant els esdeveniments de la Primavera Àrab. Com a corresponsal d'Sky News Middle East, amb seu a Jerusalem, va cobrir la desvinculació d'Israel de la franja de Gaza l'agost de 2005. També va ser corresponsal d'Sky News a Europa, al capdavant de l'oficina de notícies de Brussel·les.
El seu blog, "Foreign Matters", va ser seleccionat per a l'edició de 2010 i 2012 del Premi Orwell. El 2003 va ser finalista a la categoria "Specialist Journalism" de la Royal Television Society. Va guanyar certificats de finalista l'any 2007, per un reportatge sobre els mujahidins, i el 2004 pel seu documental 'The Desert Kingdom' sobre el príncep Abdul·lah de l'Aràbia Saudita.

## Obra
- 2014. Dirty Northern B*st*rds. Elliott & Thompson. ISBN 978-1783960606.[5] Sobre la història dels càntics del futbol britànic, va ser "Llibre de la setmana" a la secció d'esports del diari The Independent.[6] El llibre està dedicat a la memòria del càmera d'Sky News, Mickey Deane, amic de Marshall que va ser assassinat a trets al Caire l'agost de 2013.[7]
- 2015. Prisoners of Geography. Elliott & Thompson. ISBN 978-1783961412.[8] Un èxit de vendes internacional que explica com la geografia d'un estat afecta la seva fortuna interna i l'estratègia internacional. Aquest llibre es va convertir en el número 1 de la llista de més venuts del Sunday Times, del New York Times i durant l'agost del 2016 va ser el "Llibre de no ficció del mes" a la cadena de llibreries Waterstones. [16] Va ser també a la llista de llibres més llegits del parlament britànic l'estiu de 2016.[9] i va rebre crítiques favorables del diari The Standard[10] i Newsweek.[11]
- 2016. Worth Dying For - The Power and Politics Of Flags. Elliott & Thompson. ISBN 978-1783962815.[12] És un llibre que recull el simbolisme, la cultura i la història que hi ha darrere de les banderes del món.[13][14]
- 2018. Divided: Why We're Living in an Age of Walls. Elliott & Thompson. ISBN 978-1783963423.[15][16]
- 2019. Shadowplay - Behind The Lines & Under Fire. Elliott & Thompson. ISBN 978-1783964451.[17] Un llibre que documenta la caiguda d'Slobodan Milošević i conté el relat de les seva experiència com a periodista durant la guerra de Iugoslàvia.
- 2019. Prisoners of Geography: Our world explained in 12 simple maps. Elliott & Thompson. ISBN 978-1783964130.[18] Versió il·lustrada per a nens del Prisoners of Geography de 2015.
- 2021. The Power of Geography - Ten Maps That Reveal The Future Of Our World. Elliott & Thompson. ISBN 978-1783965373.[19] En aquest llibre, Marshall, ofereix nous casos d'estats afectats per la geografia però amb una mirada posada al futur.[20]
- 2023. The Power of Geography - How Power and Politics in Space will Change our World. Elliott & Thompson. ISBN 978-1783966875.[21] Un pas més endavant on explora la geopolítica a l'espai, un nou punt de trobada de la comunicació i l'estratègia militar.